# قارة النيصة
قارة النيصة أحد المواقع الأثرية التابعة لمدينة سكاكا في منطقة الجوف شمال المملكة العربية السعودية.

## الوصف
تقع قارة النيصة على مسافة 5 كم إلى الغرب مباشرة من موقع مويسن٬ ويتكون موقعها من مجموعة كبيرة من النقوش الثمودية النبطية٬ والنقوش الإسلامية المبكرة نقشت على الواجهات الصخرية لقارة النيصة التي تتميز بوجود واجهات صخرية صالحة للكتابة تحيط بقمة المرتفع الصخري لقارة النيصة، حيث أسهمت تلك الواجهات التي تتكون من الحجر الرملي في إيجاد بيئة صالحة للكتابة. كما أن كثافة الكتابات الإسلامية التي يزيد عددها على المائة٬ وتنوع خطوطها ومحتواها وصيغها اللغوية٬ تشير إلى أهمية هذا الموقع في العصور الإسلامية، حيث يعتقد أنه إحدى استراحات طريق الحجاج الذي يمتد من جنوب غرب العراق حتى المدينة المنورة عبر منطقة الجوف. وتمتاز مجموعة كتابات قارة النيصة بخطوطها الجميلة كما تمتاز بوجود مجموعات من النقوش تعود إلى أسر مختلفة٬ مثل: أسرة ابن حضرمة التي ظهر منها أربعة إخوة في أربعة نقوش مختلفة٬ وأسرة عالية بن طوق التي ظهر منها ثلاثة إخوة في ثلاثة نقوش مختلفة. وتعود معظم تلك النقوش إلى العصر العباسي٬ إلا أن هناك ن نقش يعود إلى العصر الأموي، ويؤرخ لسنة 121 هـ.
بالإضافة إلى موقع النقوش يوجد إلى الجنوب مباشرة من سفح الجبل بقايا أساسات حجرية لمبنى شبه مستطيل مساحته تزيد على خمسين مترً طولاً وعشرة أمتار عرضًا تظهر داخله أساسات غير واضحة٬ هذا المبنى لا شك أن له ارتباطًا بموقع النقوش٬ وربما كان للغرض الوظيفي للمبنى علاقة بحركة الطريق الذي يعبر هذه المنطقة٬ وهذا ما تؤكده النقوش الإسلامية التي يؤرخ معظمها لفترة العصر العباسي٬ وكذلك ظهور كمية من كسر الفخار الإسلامي على سطح موقع المبنى.